# ناحیه فرانکونیا، شهرستان چیساگو، مینه سوتا
ناحیه فرانکونیا (به انگلیسی: Franconia Township) یک منطقهٔ مسکونی در ایالات متحده آمریکا است که در شهرستان چیساکو، مینه‌سوتا واقع شده‌است.
 ناحیه فرانکونیا ۸۲٫۶ کیلومتر مربع مساحت و ۱٬۸۰۵ نفر جمعیت دارد و ۲۶۲ متر بالاتر از سطح دریا واقع شده‌است.